# Corotna
Corotna (in russo Коротное)  è un comune della Moldavia controllato dalla autoproclamata repubblica di Transnistria. È compreso nel distretto di Slobozia con una popolazione stimata di 4.000 abitanti (dato 2004) In questo villaggio vive Ivan Gorodetsky.